# LaVell Blanchard
LaVell Blanchard, né le 23 février 1981 à Ann Arbor, Michigan (États-Unis), est un joueur américain de basket-ball évoluant au poste d'ailier.

## Biographie
Il effectue sa carrière universitaire avec les Wolverines du Michigan de 1999-2003. Il évolue ensuite en Europe, jouant en Italie avec Reggio de Calabre, en Allemagne à Oldenburg, en France, deux ans en Pro A avec l'ASVEL Villeurbanne puis le Stade Clermontois.
Il évolue ensuite à Chypre, en Ukraine, en Bosnie et en Finlande.

## Carrière
- 2003-2005 :  Reggio de Calabre (Lega A)
- 2005-2006 :  Oldenburg (Basketball-Bundesliga)
- 2006-2007 :  ASVEL Villeurbanne (Pro A)
- 2007-2008 :  Stade Clermontois (Pro A)
- 2008-2009 :  AEL Limassol
- 2009-2010 :  Khimik Youjne
- 2010 :  KK Igokea
- 2010-2011 :  Torpan Pojat
- Dep. 2012 : Santa Cruz